# 三重県立久居農林高等学校
三重県立久居農林高等学校（みえけんりつ ひさいのうりんこうとうがっこう）は、三重県津市久居東鷹跡町に所在する公立の農業高等学校。学校の通称は、久居農林、農林。

## 設置学科

### 平成22年度入学生より
新コースにリニューアルされた。
生物生産科
- 食品コース
- 植物コース

生物資源科
- 植物コース
- 動物コース

環境情報科
- 環境保全コース
- ガーデニングコース

環境土木科
- ガーデニングコース
- 土木・機械コース

※ 生活デザイン科は、2年生より食生活コース・衣生活コース・リビングコースに分かれる。
※ 特徴として、ひとクラス30人以下の少人数教育を実施。生産系、生物系、デザイン系（家庭科）それぞれ80名をきめ細かい指導を行う目的で3クラスに分割している（農業学科はクラス替えなし）。

### 平成21年度入学生まで
生物生産科
- 園芸科学コース
- 生産科学コース

生物資源科
- 動物科学コース
- 生産科学コース

環境情報科
- 自然情報コース
- 環境緑化コース（平成15年入学生より）

環境土木科
- 農業土木コース
- 環境緑化コース（平成15年入学生より)

※ 生活デザイン科は、2年生より食物デザインコース・服飾デザインコース・リビングデザインコース（平成15年入学生より）に分かれる。

## 沿革
- 1904年（明治37年）3月11日 - 三重県立農林学校が創立。
- 1921年（大正10年）3月22日 - 三重県立一志実業女学校が創立。
- 1948年（昭和23年）4月1日 - 学制改革により上記の2校を統合し、三重県久居高等学校(初代)として発足。
  - 現在の三重県立久居高等学校 (二代目)（1983年（昭和58年）創立）との沿革関係は無く、無関係。
- 1955年（昭和30年）4月1日 - 現校名・三重県立久居農林高等学校となる。

## 部活動

### 運動系
- 硬式野球部
  - 2002年夏（第84回）に初出場（2 - 4玉野光南、1回戦敗退）。
  - 2005年（平成17年）三重県大会準々決勝進出。

- ボクシング部
  - 2006年（平成18年）5月高校総体ボクシング部フェザー級優勝全国大会東海大会出場。

### 文化系
2005年（平成17年）
- ラジオドキュメント部門「26人の卒業式」最優秀。
- テレビドキュメント部門「動物科学コース〜経済動物って何?」最優秀。
- アナウンス・朗読部門 優秀賞2名。

2006年（平成18年）
- テレビドキュメント部門「いただきます」最優秀賞 全国大会出場。
- 朗読部門 優秀賞1名 全国大会出場。
- 朗読部門 奨励賞1名。
- アナウンス部門 奨励賞1名。

2007年（平成19年）
- テレビドキュメント部門「エール 〜思いをつないで〜」優秀賞 全国大会出場。
- ラジオドキュメント部門「ボーダーライン」優秀賞全国大会出場。
- 研究発表部門「ノンリニア編集に向けて」優秀賞全国大会出場。
- 朗読部門 奨励賞1名

## 交通アクセス
- 近鉄名古屋線 久居駅西口から三重交通バス1番乗り場11-1系系統・12-1系統「竹原」行きに乗車、「本町2丁目」バス停下車、徒歩で約7分。
- 同駅下車、徒歩で約20分。

## 著名な出身者
- 満仲由紀子（声優） - 家政科（現在の生活デザイン科 服飾デザインコース）